# Орехов, Василий Дмитриевич
Васи́лий Дми́триевич Оре́хов (21 января 1907, Нижние Чирки, Ернурская волость, Яранский уезд, Вятская губерния, Российская империя — 17 августа 1973, Нижние Чирки, Оршанский район (Марий Эл), Марийская АССР, РСФСР, СССР) — советский государственный и хозяйственный деятель. Депутат Верховного Совета СССР 1-го созыва (1937—1946). Член ВКП(б) с 1937 года.

## Биография
Родился 21 января 1907 года в деревне Нижние Чирки ныне Оршанского района Марий Эл в бедной крестьянской семье.
В 1929—1931 годах — председатель Чирковского сельсовета, с 1931 года — организатор и председатель колхоза «Марий ушем», в 1934 году укрупнённого и преобразованного в колхоз имени   Э. К. Прамнэка в родном районе. Являлось одним из передовых хозяйств Марийской автономной области и Горьковского края. В 1935 году за успешное выполнение всех сельскохозяйственных работ колхоз был занесен на Горьковскую краевую Доску почёта. Победителями были машинист жатки П. А. Кузнецов, животноводы К. П. Кузнецова, А. С. Кузнецова, М. И. Стрелкова, полеводы Д. И. Стрелкова, А. И. Державина, Я. В. Москвин. Льновод, бригадир полеводческой бригады Д. А. Кузнецов был награждён орденом Ленина.
В 1938 и 1941—1942 годах — председатель Пектубаевского районного исполкома Новоторъяльского района Марийской АССР.
В 1941 году окончил 2 курса Всесоюзной сельскохозяйственной академии имени К. Тимирязева.
В 1942—1951 годах — председатель колхоза «Чирки» Оршанского района МАССР.
В 1937—1946 годах избирался депутатом Верховного Совета СССР 1-го созыва.
Награждён медалями и дважды — Почётной грамотой Президиума Верховного Совета Марийской АССР.
Ушёл из жизни 17 августа 1973 года на родине, похоронен там же.

## Награды
- Медаль «За доблестный труд. В ознаменование 100-летия со дня рождения Владимира Ильича Ленина» (1970)[1]
- Почётная грамота Президиума Верховного Совета Марийской АССР (1942, 1944)[1]